# Disperse Blue 26
Disperse Blue 26 ist ein Anthrachinonfarbstoff aus der Gruppe der Dispersionsfarbstoffe. Unter der Bezeichnung Dispersol Blue B-G war er einer der ersten Dispersionsfarbstoffe, die ab 1923 vermarktet wurden.

## Verwendung
Disperse Blue 26 wird im Textilbereich zum Färben von Kunstfasern eingesetzt. Der Farbstoff findet darüber hinaus Verwendung beim Transferdruck.

## Technisches Gemisch
Neben der dimethylierten Verbindung enthält das technische Produkt Disperse Blue 26 die unmethylierte Ausgangsverbindung und das monomethylierte Produkt als Nebenkomponenten.
| Gefahrensymbol |

| keine Einstufung verfügbar |

## Eigenschaften
Disperse Blue 26 ist als allergisierend eingestuft und wird im Ökotex Standard 100 aufgelistet.

## Externe Links zu erwähnten Verbindungen
1. ↑  Externe Identifikatoren von bzw. Datenbank-Links zu Disperse Blue 26 – unspezifiziert:  CAS-Nr.: 100357-99-1, ECHA-InfoCard: 100.127.896, Wikidata: Q111017867.